# Pleiadelphia gossweileri
Pleiadelphia es un género monotípico de plantas herbáceas de la familia de las poáceas. Su única especie: Pleiadelphia gossweileri Stapf, es originaria de África tropical. 
Algunos autores la incluyen en el género Elymandra como Elymandra gossweileri.

## Descripción
Son plantas anuales con culmos de 80-190 cm de alto; herbáceas; ramificada anteriormente. Culmos con nodos glabros.Plantas desarmadas. Hojas no agregadas basales. Láminas de las hojas lineales (atenuadas); estrechas; de 1-4 mm de ancho (y hasta 30 cm de largo, escábridas arriba y en los márgenes); setaceas de punta; sin venación; La lígula es una membrana ciliada; truncada de alrededor de 0,5 mm de largo. Contra-lígula ausente. Plantas bisexuales, con espiguillas bisexuales; con flores hermafroditas.

## Taxonomía
Pleiadelphia gossweileri fue descrita por Otto Stapf y publicado en Hooker's Icones Plantarum 30: t. 3121. 1927.
Sinonimia
- Elymandra gossweileri  (Stapf) Clayton[3]
- Themeda gossweileri (Stapf) Roberty Boissiera.[4]